# Wigan Warriors
Wigan Warriors Rugby League Football Club (Wigan Warriors RLFC) je jedan od najuspješnijih i najpoznatijih klubova u ragbijskoj ligi ((Rugby League, ragbi 13). Osnovan je 1872., a dolazi iz britanskog grada Wigana. Igra u najjačoj ligi na svijetuu - Superleague u kojem nastupa 11 klubova iz Engleske i 1 iz Francuske.

## Uspjesi
World Club Challenge
- Pobjednik: 1987., 1991., 1994.
- Finalist: 1992., 2011., 2014.

Super League
- Prvak: 1998., 2010., 2013.
- Doprvak: 1996., 2000., 2001., 2003., 2014., 2015.
- Prvak regularne sezone: 1998., 2000., 2010., 2012.

Prvenstvo Engleske (Rugby League Championship, Superleague)
- Prvak: 1909., 1922., 1926., 1934., 1946., 1947., 1950., 1952., 1960., 1987., 1990., 1991., 1992., 1993., 1994., 1995., 1996., 1998., 2010., 2013.
- Doprvak: 1910., 1911., 1912., 1913., 1924. 1971., 2000. 2001., 2003., 2014.

Rugby League Premiership
- Pobjednik: 1987., 1992., 1994., 1995., 1996., 1997.
- Finalist: 1993.

Rugby League Challenge Cup
- Pobjednik: 1924., 1929., 1948., 1951., 1958., 1959., 1965., 1985., 1988., 1989., 1990., 1991., 1992., 1993., 1994., 1995., 2002., 2011., 2013.
- Finalist: 1911., 1920., 1944., 1946., 1961., 1963., 1966., 1970., 1984., 1998., 2004.

Regal Trophy
- Pobjednik: 1983., 1986., 1987., 1989., 1990., 1993., 1995., 1996.
- Finalist: 1994.

Charity Shield
- Pobjednik: 1986., 1988., 1992., 1996.
- Finalist: 1989., 1990., 1991., 1993.

Liga Lancanshirea
- Pobjednik: 1902., 1909., 1911., 1912. 1913., 1914., 1915., 1921. 1923., 1924., 1926., 1946. 1947., 1950., 1952., 1959. 1962., 1970

Kup Lancashirea
- Pobjednik: 1906. 1909. 1910., 1913., 1923., 1929., 1939., 1947. 1948., 1949. 1950. 1951. 1952. 1967., 1972. 1974. 1986., 1987., 1988. 1989., 1993.
- Finalist: 1914., 1915., 192., 1928., 1931., 1935., 1936., 1937. 1946., 1954., 1958., 1978., 1981., 1985.

BBC2 Floodlit Trophy
- Pobjednik: 1969.
- Finalis: 1970.

## Prijašnji stadioni
- Folly Field (1872. – 1877.; 1879. – 1886.)
- Prescott Street (1877. – 1879.; 1886. – 1901.)
- Springfield Park (1901. – 1902.)
- Central Park (1902. – 1999.)
- DW Stadium (1999.– )